# Paul Gilson (compositeur)
Cet article concerne le compositeur belge. Pour l'écrivain français et homme de radio, voir Paul Gilson.
Répertoire
classique
Paul Gilson est un compositeur et pédagogue belge, né à Bruxelles le 15 juin 1865, et mort dans cette ville le 3 avril 1942.

## Biographie
Gilson est élève à l'Athénée de Bruxelles, étudie avec François-Auguste Gevaert et obtient le grand prix de Rome belge avec sa cantate Sinaï en 1889. Il est influencé par la musique de Richard Wagner et celle de Rimski-Korsakov. Comme compositeur, il a beaucoup écrit (environ 400 numéros d'opus).
Comme pédagogue, il fut professeur d'harmonie aux conservatoires de Bruxelles et d'Anvers, et inspecteur de l'enseignement musical.
Il eut notamment pour élèves Jean Absil, Auguste De Boeck, Pierre Froidebise, Paul de Maleingreau, Alex De Taeye, Gaston Brenta et André Souris. Gilson dirigea également le mouvement dit des « Synthétistes (en) », représenté par Marcel Poot, Bernier, Brenta et Schoemaker.

## Œuvres principales

### Musique instrumentale
- Par les routes, suite n°5 pour piano
- Trio pour hautbois, clarinette et piano
- 2 quatuors
- Premier Concerto, saxophone alto et orchestre d'harmonie (premier concerto écrit pour saxophone soliste)[4],[5]
- Concerto no 2, saxophone alto et orchestre symphonique

### Musique orchestrale
- La Mer (1890)
- Variations symphoniques

### Musique vocale
- Sinaï, cantate (1889)
- Francesca da Rimini, oratorio (1892)

### Musique théâtrale
- Prinses Zonneschijn (Princesse Rayon de Soleil), opéra (1903)
- Gens de mer, opéra
- La Captive, drame chorégraphique (1902)

## Distinction
- Chevalier de l'ordre de Léopold (8 mai 1896)[6].